# Officier van justitie

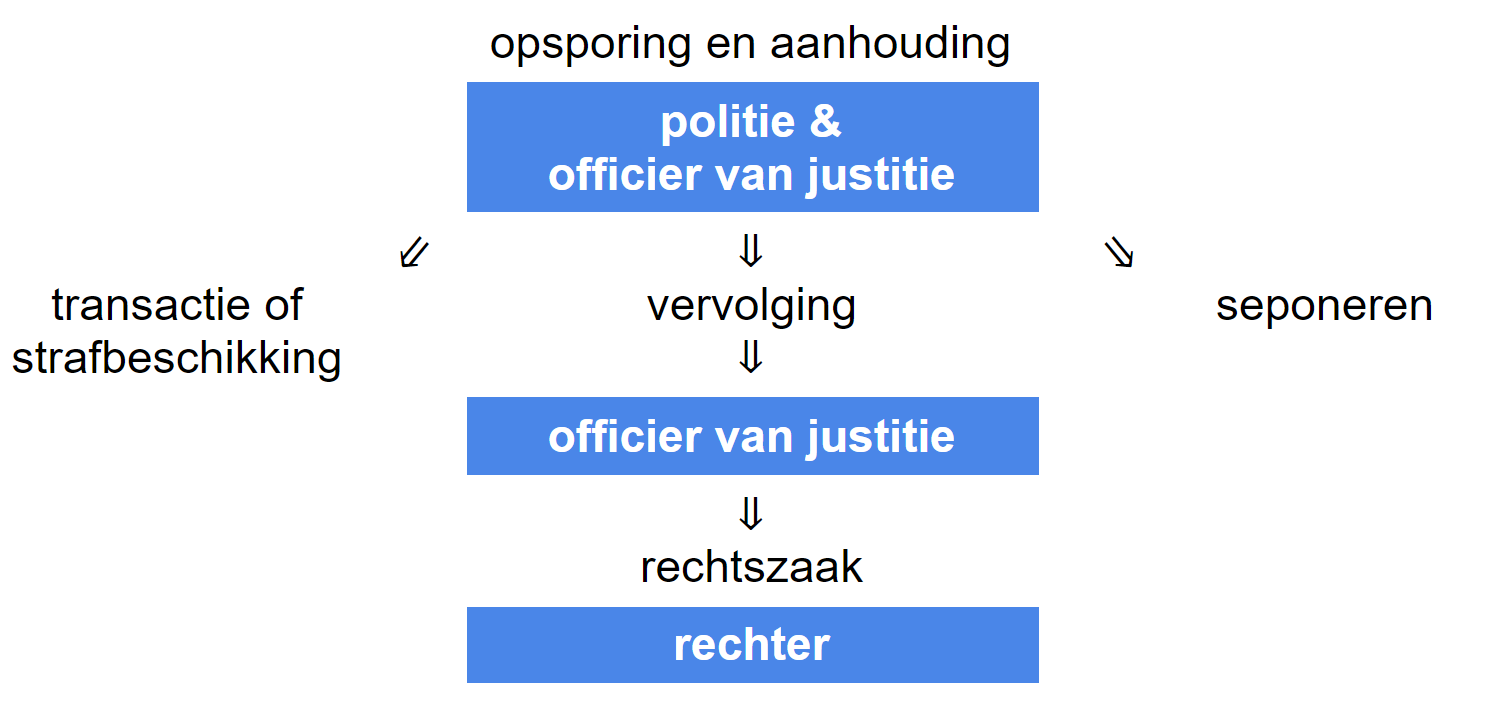
Wanneer er een misdrijf is gepleegd, verloopt de procedure volgens een vast patroon.

Een officier van justitie (veelal afgekort tot OvJ) is in Nederland een algemeen opsporingsambtenaar en een vertegenwoordiger van het Openbaar Ministerie (OM). Het Openbaar Ministerie is de organisatie die verantwoordelijk is voor het opsporen en vervolgen van strafbare feiten. Nederland heeft ruim 800 officieren van justitie.

## Rollen
De belangrijkste rollen van de officier van justitie zijn:
- het gezag voeren over onderzoeken van de politie en recherche
- bij zware misdrijven direct leiding geven aan onderzoeken van de politie en recherche
- optreden als openbaar aanklager in een rechtszaak (zie Strafrecht)
- tijdens een rechtszaak een bepaalde straf eisen. De rechter kan die eis volgen, of er van afwijken, zowel naar boven als beneden.

Zowel de politie als de officier van justitie kan dwangmiddelen toepassen. Bekende dwangmiddelen zijn bijvoorbeeld iemand staande houden, aanhouden ("arresteren"), fouilleren of vasthouden op het politiebureau.
De officier van justitie bepaalt of hij een zaak aan de rechter wil voorleggen of niet (opportuniteitsbeginsel). Als de officier beslist om geen vervolging in te stellen, kan iemand met een rechtstreeks belang bij de zaak (vaak is dit het slachtoffer) een gerechtelijke procedure aanspannen om alsnog vervolging af te dwingen, de zogenaamde artikel 12-procedure.
De officier was, tot de inwerkingtreding van de Wet herziening tenuitvoerlegging strafrechtelijke beslissingen (Wet USB), ook verantwoordelijk voor de tenuitvoerlegging van uitspraken van de strafrechter. Hij stuurde bijvoorbeeld de politie op pad om mensen die nog een celstraf moeten uitzitten, op te halen als zij niet komen opdagen. Sinds de inwerkingtreding van de Wet USB valt dit onder de verantwoordelijkheid van de minister van Justitie en Veiligheid.
De officier van justitie behoort zich aan strenge regels in de wet houden. De rechter behoort te controleren of de regels wel goed worden toegepast.
De taak van officier van justitie wordt op het niveau van het gerechtshof vervuld door een advocaat-generaal bij het ressortsparket (artikel 9 lid 4 Wetboek van Strafvordering). Bij de Hoge Raad (de hoogste rechtsprekende instantie in Nederland) wordt de functie van officier vervuld door advocaat-generaal of procureur-generaal.
Elk arrondissementsparket horende bij een arrondissement met een rechtbank wordt geleid door een hoofdofficier van justitie. Op het parket werken een aantal officieren van justitie.
Meerdere arrondissementen vormen samen een ressort met een gerechtshof. Het hoofd van de officieren van justitie bij dit ressortsparket is vergelijkbaar met de procureur des Konings in België.

## Ter terechtzitting
In de rechtbank ziet de verdachte de officier van justitie in zijn rol van openbaar aanklager, in zwarte toga met witte bef. De officier van justitie vertelt tijdens de zitting waarvoor iemand terechtstaat. Vervolgens ondervraagt de rechter de verdachte over de zaak. Ook de officier krijgt de gelegenheid om vragen te stellen, evenals de advocaat van de verdachte. Daarna houdt de officier van justitie zijn requisitoir: een betoog waarin hij de rechter vertelt wat hij van de zaak vindt en een straf eist. Dat kan een geldboete zijn, een taakstraf of een celstraf. Naast straffen kunnen ook maatregelen worden gevorderd, zoals tbs.
Als de officier van justitie in de rechtszaal het woord voert, staat hij altijd. De rechter, die recht tegenover de verdachte zit, blijft altijd zitten. Om die reden worden leden van het Openbaar Ministerie ook wel de staande magistratuur genoemd. De rechters maken deel uit van de zittende magistratuur. Een officier van justitie zit in de rechtszaal, vanuit de verdachte gezien, altijd links naast de rechter(s). De tafel van de officier staat altijd los van de tafel van de rechter(s). Hier zit altijd een (kleine) ruimte tussen. Dit wordt gedaan om de scheiding van de rechterlijke en uitvoerende macht te symboliseren.

## Bekende officieren van justitie
- Barend Brouwer
- Harm Brouwer
- Henk de Graaff
- Koos Plooij
- Shona Shukrula
- Koos Spee
- Fred Teeven
- Joost Tonino